# Непальско-пакистанские отношения
Непальско-пакистанские отношения — двусторонние дипломатические отношения между Непалом и Пакистаном.

## История
В 1947 году после раздела Британской Индии Непал установил дипломатические отношения с Индийским Союзом, но не стал устанавливать дипломатические отношения с Доминионом Пакистан. В 1950 году Непал подписал Договор о мире и дружбе с Индией, создав базу для налаживания широких отношений экономического, стратегического и оборонного характер. Таким образом, Непал дистанцировался от Пакистана, который находился в конфликте с Индией. Однако, затем недовольство Непала ростом индийского влияния в стране, побудило правительство этой страны начать развивать отношения с Китайской Народной Республикой и Пакистаном. 29 марта 1960 года были установлены дипломатические отношения между Непалом и Пакистаном. В 1972 году страны разорвали отношения, после признания Непалом независимости Бангладеш, но затем были восстановлены. В 1962 году Непал открыл посольство в Пакистане, а в 1975 году было открыто почетное непальское консульство в Карачи.

## Дипломатические отношения
В 1963 году страны обменялись послами, после того как президент Пакистана Мухаммед Айюб Хан совершил первый в истории официальный визит в Непал. Во время визита лидеры обеих стран подписали соглашение о создании режима наибольшего благоприятствования в торговле. В 1963 году Пакистан и Непал пришли к соглашению убрать тарифы при торговых операциях, а также к поставке транспортных средств в Непал через порт Читтагонг в Восточном Пакистане (ныне Бангладеш) и установлению воздушного сообщения. Эти договоренности снизила экономическую зависимость Непала от Индии. Хотя Непал официально поддерживал нейтралитет во время Индо-пакистанской войны 1971 года, он стал одним из первых государств признавших независимость Бангладеш. В ответ на этот недружественный шаг Исламабад разорвал дипломатические отношения с Катманду.

### Поддержка Пакистаном демократических преобразований в Непале
В политическом смысле Непал и Пакистан оставались хорошими друзьями на протяжении десятилетий. Пакистан выражал поддержку демократическим переменам в Непале и движению Джана Андолан 2006. Пакистан приветствовал восстановление деятельности парламента Непала и выразил надежду, что это событие откроет эпоху прочного мира и процветания в Непале. При этом, Пакистан заявлял о своей поддержке суверенитета, территориальной целостности и мирного развития Непала.

### Саммит СААРК
19-й саммит Ассоциации регионального сотрудничества Южной Азии (СААРК) был планировался к проведению в Исламабаде 15-16 ноября 2016 года. Однако, в индийском городе Ури произошел террористический акт и Индия объявила о своем бойкоте саммита, заявив, что правительство Пакистана стоит за этой атакой в Кашмире. Непал являлся председателем Ассоциации регионального сотрудничества Южной Азии и настоятельно призвал к тому, чтобы все страны-участницы СААРК приняли участие в саммите в соответствии с положениями устава организации. Однако, саммит в итоге оказался сорван и премьер-министр Непала Шер Бахадур Деуба заявил, что готов поддержать заявку Пакистана на проведение следующего саммита в Пакистане.

## Экономические отношения
19 октября 1962 года страны подписали торговое соглашение в целях активизации экономического сотрудничества. В 1982 году было подписано еще одно соглашение, однако объём товарооборота между странами остался сравнительно небольшим на уровне 4,8 млн. долларов США, из этой суммы экспорт Пакистана в Непал составил 1,631 млн. долларов США, а экспорт Непала в Пакистан 3,166 млн. долларов США. В последние годы страны активизировали усилия по развитию двусторонней торговли, особенно в области текстиля, масличных культур, добычи нефти и туризма. Пакистан также предложил открыть кредитную линию  для Непала в размере 5 млн. долларов США. Между странами подписано Соглашение о свободной торговле в Южной Азии и они являются членами Южноазиатского экономического союза.

## Образование
Пакистан в рамках Программы технической помощи ежегодно предоставляет стипендии для граждан Непала в области медицины, фармацевтики и технических специальностей. В Пакистане прошли обучение более 500000  непальских студентов, которые получали знания в области медицины, инженерии, фармацевтики, информационных технологий, социальных наук, государственного управления и массовых коммуникаций. Пакистан предоставляет долгосрочную и краткосрочную подготовку правительственным чиновникам Непала. Пакистан ежегодно предоставляет 15 бюджетных мест со стипендией непальским студентам в рамках Программы технической помощи. Кроме того, некоторые непальские студенты обучаются в Пакистане в области гуманитарного и делового администрирования на платной основе. Пакистан также организовывает курсы подготовки для офицеров вооружённых сил Непала.

## Помощь жертвам стихийных бедствий
В апреле 2015 года в Непале произошло разрушительное землетрясение и правительство Пакистана незамедлительно направило помощь этой стране. Пакистан направил спасательные бригады, продовольствие, воду, палатки и оказал прочую помощь. Пакистан принял участие в Международной конференции по восстановлению Непала и заявил о готовности продолжить помогать этой стране. В 2017 году правительство Пакистана предоставило Катманду 1 млн. долларов США в качестве помощи жертвам наводнений и оползней.

## Военное сотрудничество
В последние годы страны начали развивать военное сотрудничество и Непал стал импортировать оружие из Пакистана. С 2004 года правительство Непала попало в немилость со стороны Индии, Великобритании и Соединённых Штатов Америки за подавление демократии и непальская монархия начала развивать сотрудничество с Китаем и Пакистаном, которые предложили военную поддержку, оружие и технику для борьбы с маоистским мятежом.

## Туризм
В феврале 2009 года Непал и Пакистан подписали соглашение о сотрудничестве в области туризма. Соглашение предусматривает сотрудничество стран в области туризма и археологии, созданию туристических организаций и туроператоров, взаимный обмен туристической информацией, материалами и опытом, производство связанных с туризмом фильмов и видеокассет и сотрудничество для инвестиций. Каждый год около 5000 туристов из Пакистана посещают Непал.